# Planum Chronium
Il Planum Chronium è una struttura geologica della superficie di Marte.